# Wanda Drozdowska (Rogowiczowa)
Wanda Drozdowska-Rogowicz, z domu Grzegorzewska, ps. „Roma”, „Józefa” (ur. 11 listopada 1906, zm. 4 października 1986 w Warszawie) – polska działaczka konspiracyjna zaangażowana w pomoc Żydom w okresie II wojny światowej, uczestniczka powstania warszawskiego, urzędniczka. 

## Życiorys
W 1927 ukończyła Państwowe Gimnazjum Żeńskie im. Emilii Plater w Grodnie.   
W czasie okupacji niemieckiej była uczestniczką akcji małego sabotażu i propagandy ulicznej w dzielnicy Mokotów. Od 1941 do 1944 była przewodniczącą Koła Opieki nad Rodzinami Więźniów „Patronat” na Sadybie. Wraz z Ireną Sendlerową działała w Radzie Pomocy Żydom przy Delegaturze Rządu RP na Kraj, tzw. Żegocie, przy ratowaniu Żydów polskich. Według Żydowskiego Instytutu Historycznego jako łączniczka, wraz z Ireną Sendlerową oraz innymi łącznikami, m.in. Stanisławą Bussold i Jadwigą Piotrowską, zdołali uratować kilkaset dzieci, choć ich dokładna liczba nie jest znana. Brała m.in. udział w akcjach przemycania dzieci żydowskich z warszawskiego getta. Zajmowała się wyszukiwaniem polskich rodzin dla dzieci. Jest określana jako jedna z czterech najaktywniejszych opiekunek dzieci żydowskich. Była współautorką oświadczenia opracowanego w marcu 1979 i opublikowanego w książce Teresy Prekerowej poświęconej działalności konspiracyjnej „Żegoty”, w którym liczbę dzieci, którym „Żegota” w różnorodny sposób udzielała pomocy, wraz z Ireną Sendlerową, Izabelą Kuczkowską oraz Jadwigą Piotrowską, określiły na ok. 2500.
Była oficerem Armii Krajowej w stopniu porucznika. W lipcu 1944 otrzymała przydział w Oddziale IV kwatermistrzowskim Komendy Głównej Armii Krajowej, gdzie działała w Szefostwie Produkcji Konspiracyjnej „Cieśla” („Perkun”, „Waga”, „Drzewo”). W powstaniu warszawskim została przydzielona do Kierownictwa Produkcji Uzbrojenia. Po zakończeniu powstania warszawskiego opuściła Warszawę wraz z ludnością cywilną.
Po II wojnie światowej zamieszkała przy ul. Ciasnej w Warszawie. Od 1945 była kierownikiem VI Ośrodka Współdziałania Społecznego w Warszawie. Następnie była działaczką i członkinią rad narodowych w Warszawie  – dzielnicowych w Wilanowie i Mokotowie oraz Rady Narodowej m. st. Warszawy. Pracowała jako kurator i była ławnikiem sądu dla nieletnich.

## Życie prywatne
Była żoną pisarza Wacława Rogowicza (1879–1960), szwagierką Jana Antoniego (1881–1945) i Stefana (1891–1946).
Zmarła 4 października 1986 w Warszawie, w wieku 80 lat. 

## Ordery i odznaczenia
- Krzyż Kawalerski Orderu Odrodzenia Polski
- Medal 10-lecia Polski Ludowej (19 stycznia 1955)[5]